# Le Mouton à cinq pattes
Le Mouton à cinq pattes és una pel·lícula francesa dirigida el 1954 per Henri Verneuil. va guanyar el Lleopard d'Or al Festival Internacional de Cinema de Locarno i fou nominat a l'Oscar a la millor història el 1956. És considerada un clàssic del cinema francès de postguerra.

## Argument
Per reviure el turisme local, la petita ciutat de Trézignan ha decidit organitzar una gran festa per celebrar els 40 anys dels quintuplets nascuts al poble, fins i tot si el seu pare no els vol tornar a veure. El seu patrocinador, el doctor Bolène, és l'encarregat de trobar-los fins i tot a la fi del món i convèncer els cinc fills que tenen un caràcter i una vida molt particular perquè participin a la celebració.

## Repartiment
- Fernandel - Édouard Saint-Forget / Els quintuplets : Alain, Bernard, Charles, Désiré, Etienne
- Françoise Arnoul - Marianne Durand-Perrin
- Andrex - Un mariner
- Édouard Delmont - Dr Bollène
- Georges Chamarat - M. Durand-Perrin, el pare
- Paulette Dubost - Solange
- Louis de Funès - Pilate
- René Génin - L'alcalde
- Denise Grey - Mme Durand-Perrin, la mare
- Tony Jacquot - El mestre
- Ky Duyen - Un xinès
- Darío Moreno - Un matelot américain
- Noël Roquevert - Antoine Brissard
- Lolita López - Azitad
- Michel Ardan - Un mariner
- Edmond Ardisson - Le brigadier
- Manuel Gary - El metge
- René Havard - Le liftier
- Yette Lucas - Mariette
- Albert Michel - Le patron du bistrot
- Gil Delamare - Le chauffard
- Leopoldo Francés - El mestís
- Nina Myral - La bonne
- Yannick Malloire - Noieta
- Raphaël Patorni - Rodrigue
- Max Desrau - El nou amo de les des pompes fúnebres
- Jocelyne Bressy
- Micheline Gary - L'hostessa de l'institut de bellesa